# Yip Harburg
Edgar Yipsel "Yip" Harburg (Nova Iorque, 8 de abril de 1896 - Los Angeles, 5 de março de 1981) foi um letrista e libretista estadunidense. Ele escreveu todas as músicas de O Mágico de Oz, incluindo Over the Rainbow, pelo qual ganhou o Oscar de melhor canção original.
Em 2005 os Correios dos Estados Unidos fizeram um selo em sua homenagem.

## Vida pessoal e morte
Harburg teve dois filhos com sua primeira esposa, Alice Richmond. Em 1943, ele se casou com Edelaine Roden. Ele morreu quando o carro que ele dirigia colidiu de frente com outro veículo na Sunset Boulevard, em Los Angeles. Ele tinha 84 anos.

## Filmografia
- Moonlight and Pretzels (1933)
- The Singing Kid (1936)
- Gold Diggers of 1937 (1936)
- The Wizard of Oz (1939)
- At the Circus (1939)
- Babes on Broadway (1941)
- Ship Ahoy (1942)
- Cabin in the Sky (1943) (A canção de Harburg "Aint It The Truth", foi removida)[4]
- Can't Help Singing (1944)
- Gay Purr-ee (1962)
- Finian's Rainbow (1968)